# 溝口文雄
溝口 文雄（みぞぐち ふみお、1941年7月15日 - 2023年1月31日）は、日本の工学者・起業家。東京理科大学名誉教授、工学博士。専門は人工知能、認知科学およびソフトウェア工学。
2008年（平成20年）3月21日より株式会社ウィズダムテック代表 (CEO)。

## 経歴
- 東京都出身[1]
- 1966年（昭和41年） - 東京理科大学工学部工業化学科卒業
- 1968年（昭和43年）
  - 東京理科大学工学研究科修士課程修了（工業化学専攻）
  - 同大学理工学部経営工学科 助手（〜1974年（昭和49年））

- 1974年（昭和49年） - 同大学理工学部経営工学科 実験講師（〜1982年）
- 1982年（昭和57年） - 同大学理工学部経営工学科 助教授（〜1987年）
- 1987年（昭和62年） - 同大学理工学部経営工学科 教授（〜2007年）
- 1996年（平成8年） - Javaカンファレンス（Java推進協議会）会長 （〜1997）
- 1998年（平成10年） - 東京理科大学情報メディアセンター・センター長
- 2008年（平成20年） - 株式会社ウィズダムテック代表 (CEO)　同大学理工学部経営工学科 名誉教授

## 著編書等
- 『コンピュータシステム論』（三重野博司・溝口（著））、オーム社、1973年、ISBN B000JA2T0U）
- 『知識工学入門―思考するコンピュータへの挑戦』（溝口・北沢克明（著））、講談社、1982年、ISBN 4061180967）
- 『知的情報処理の設計―LISPによる知識ベースシステムへのアプローチ』（斎藤正男・溝口（著））、（コロナ社、1982年、ISBN B000J7J56E）
- 『AIテクノロジー』（オーム社、1986年、ISBN 4274072789）
- 『入門 人工知能』（日本経済新聞社、1986年、ISBN 4532087228）
- 『プログラム変換　－知識情報処理シリーズ』（溝口・古川康一（編））、共立出版、1987年、ISBN 432002267X）
- 『定性推論 ― 知識情報処理シリーズ』（溝口・安西祐一郎・古川康一（編）、共立出版、1989年、ISBN 4320024680）
- 『人工知能の研究者たち』（共立出版、1990年、ISBN 4320025296）
- 『チームの知的生産技術―グループウェア入門』（溝口・児西清義 (著) 、講談社、1992年、ISBN 4061329324）
- 『人間に近づくコンピュータ (情報フロンティアシリーズ) 』（共立出版、1996年、ISBN 4320026896）
- 『入れたてJava 第2版』（溝口・大和田勇人 (著) 、共立出版、1999年、ISBN 4320029321）
- 『味わいJava―コンポーネントとロボットプログラミング』（溝口・西山裕之（著）、共立出版、2001年、ISBN 4320120353）
- 『Pocket PCでJava』（溝口・平石広典（著）、共立出版、2002年、ISBN 4320120523）
- 『人間の生物的特徴を用いた免疫系ネットワークセキュリティ』（溝口・平石広典・西山裕之（著）、日刊工業新聞社、2004年、ISBN 4526053678）
- 『グリッドコンピューティング―情報処理の新しい基盤技術』（岩波書店、2005年、ISBN 4000052675）
- 『免疫をもつコンピュータ―生命に倣うネットワークセキュリティ』（溝口・西山裕之（著）、岩波書店、2006年、ISBN 400007461X）
- 『携帯電話は人工知能の夢を見るか?―計算機械から知識活用システムへ』（オーム社、2009年、ISBN 4274207943）